# Ремек, Владимир
Вла́димир Ре́мек (чеш. Vladimír Remek; род. 26 сентября 1948, Ческе-Будеёвице) — первый лётчик-космонавт Чехословакии, первый человек в космосе, не являющийся гражданином СССР или США; майор Чехословацкой народной армии (ЧНА).
Единственный Герой Советского Союза — депутат Европарламента (от Коммунистической партии Чехии и Моравии с 2004 по 2013 год). Посол Чехии в Российской Федерации с 16 января 2014 по 2018 год.

## Биография

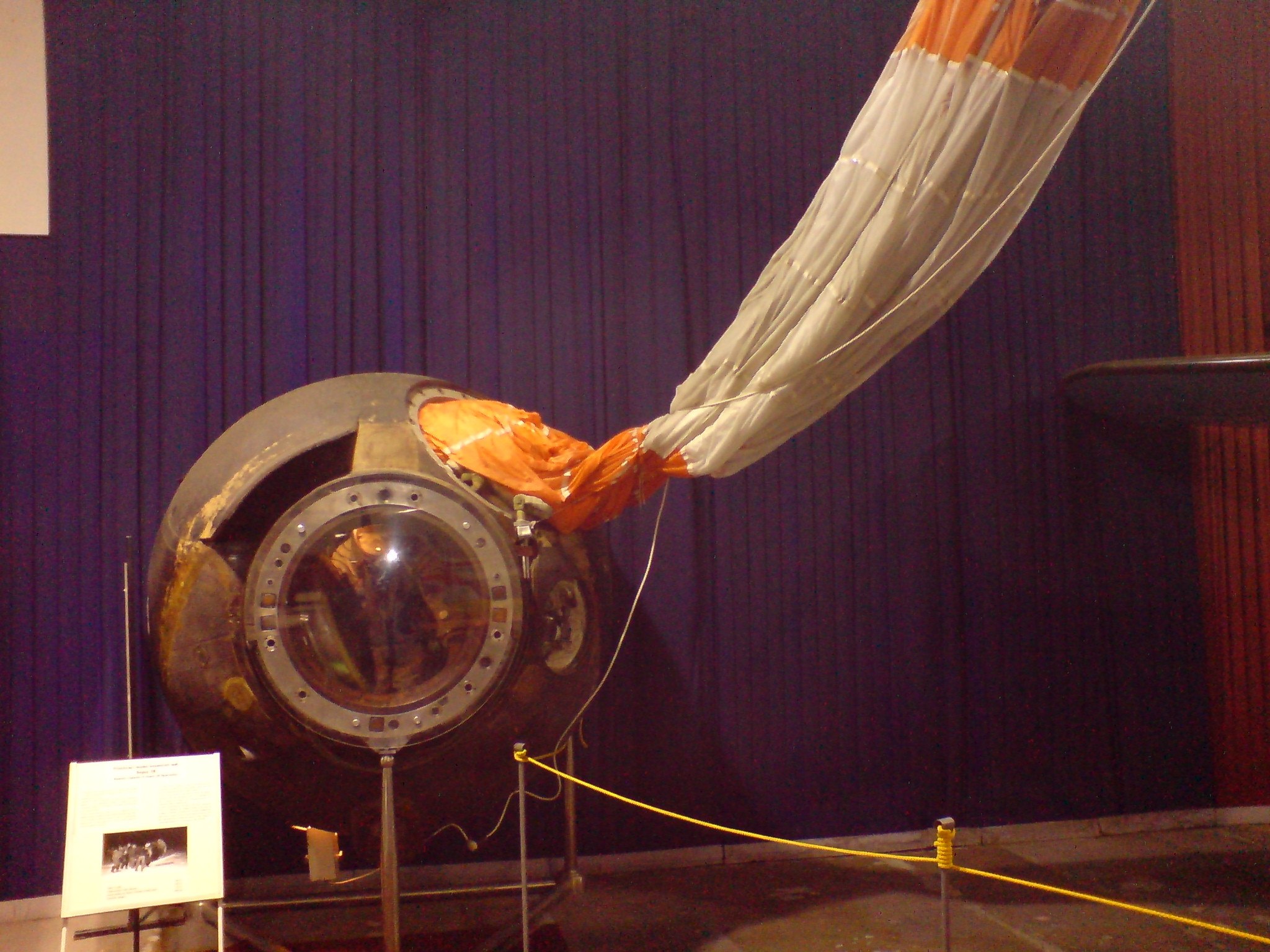
Спускаемый аппарат корабля «Союз-28» в Музее авиации Кбелы (Прага)

Мать Владимира Ремека была чешкой по национальности, отец, генерал авиации — словаком. Окончив в 1963 году девятилетнюю школу в моравском городе Брно, продолжил учёбу в физико-математическом классе средней школы в городе Чаславе, которую окончил с отличием в 1966 году.
В 1966—1970 годах Ремек обучался в высшей офицерской школе в словацком городе Кошице, затем служил в военно-воздушных силах Чехословацкой Социалистической Республики в городе Зволене (см. Слиач — Три Дуба), получил квалификацию лётчика 2-го класса.
Член Коммунистической партии Чехословакии (КПЧ) с 1968 года.
С 1972 года обучался в Военно-воздушной академии им. Ю. А. Гагарина в Москве. После окончания академии в сентябре 1975 г. вернулся в военно-воздушные силы Чехословакии, но уже в декабре 1976 года Ремека отобрали в группу космонавтов (включавшую также лётчиков из ГДР и Польши) по программе «Интеркосмос», в рамках которой СССР сотрудничал с другими государствами. В течение года Ремек прошёл ускоренный курс подготовки к полёту на космическом корабле типа «Союз» и орбитальной станции «Салют».
Со 2 по 10 марта 1978 года Владимир Ремек в качестве космонавта-исследователя совершил космический полёт на космическом корабле «Союз-28», пилотируемом полковником Алексеем Александровичем Губаревым. В ходе полёта корабль «Союз-28» состыковался с орбитальной космической станцией «Салют-6», Ремек и Губарев совместно с экипажем станции Юрием Викторовичем Романенко и Георгием Михайловичем Гречко провели ряд совместных технологических и медико-биологических экспериментов, предложенных советскими и чехословацкими учёными. Ремек провёл в космосе 7 суток 22 часа 16 минут и 30 секунд. Будучи 87-м по счёту космонавтом Земли, он стал первым космонавтом, не являющимся гражданином ни одной из сверхдержав. До полета Б. Фаркаша был самым молодым (по дате рождения) из летавших в космос.
В 1979—1985 годах Ремек работал заместителем начальника одного из пражских научно-исследовательских институтов, позже работал в Главном политическом управлении ЧНА и преподавал в Военной академии Генштаба СССР. С 1990 по 1995 год был директором музея авиации и космонавтики в Праге, затем был занят на совместных российско-чешских предприятиях в Нижнем Новгороде и Москве. В 2002—2004 годах работал торговым представителем посольства Чешской Республики в Москве.

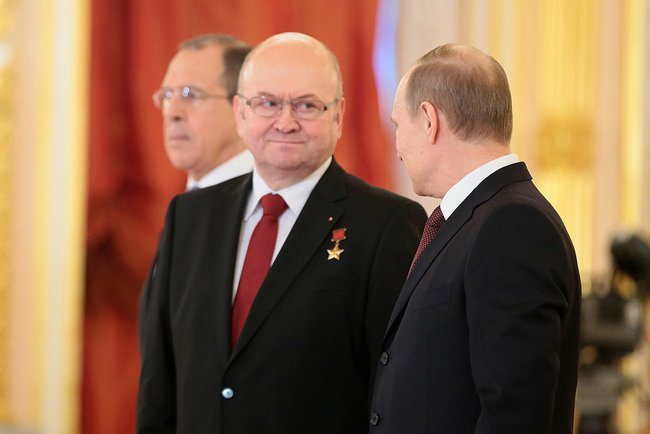
Владимир Ремек после вручения верительной грамоты. 16.01.2014

С 2004 по 2013 годы Ремек — депутат Европейского парламента, один из 23 делегатов от Чешской Республики. Был избран от Коммунистической партии Чехии и Моравии (был вторым в списке КПЧМ) и вошёл во фракцию европейских объединённых левых и североевропейских зелёных левых. Примечательно, что в 2004—2009 годах во фракции левых в Европарламенте наряду с ним состоял ещё один астронавт — Умберто Гуидони. В Европейском парламенте Ремек участвовал в работе комиссии в вопросах промышленности и энергетики, а также комитета по сотрудничеству ЕС с Российской Федерацией.
В ноябре 2013 года назначен послом Чехии в Российской Федерации. 16 января 2014 года приступил к исполнению обязанностей посла с момента вручения Президенту РФ верительной грамоты. Был послом в России до 31 января 2018 года. 
Дважды женат (первая жена — Хана Давидова, дочь бывшего министра иностранных дел Чехословакии Вацлава Давида; вторая — Яна Ремкова) и имеет двух детей (Анну Броушкову и Яну Ремкову). Владеет русским языком.

## Награды
- Герой ЧССР (указ Президента ЧССР от 16 марта 1978 года);
- Большой крест ордена Белого льва (22 октября 2021 года, Чехия)[6];
- Орден Клемента Готвальда (16 марта 1978 года, Чехословакия);
- медаль «За службу Родине» (1975 Чехословакия);
- Герой Советского Союза (указ Президиума Верховного Совета СССР № 11299 от 16 марта 1978 года) — за проявленные в ходе космического полёта мужество и героизм;
- Орден Ленина (16 марта 1978);
- Медаль «За заслуги в освоении космоса» (12 апреля 2011 года, Россия) — за большой вклад в развитие международного сотрудничества в области пилотируемой космонавтики[7];
- золотая медаль Чехословацкой академии наук;
- именем Ремека назван астероид (2552) Ремек.
- Нагрудный знак МИД России «За взаимодействие» (2018)[8].
- Почётный гражданин Праги (1978 год, Чехословакия)[9].
- Почётный гражданин Братиславы (2 мая 1987 года, Чехословакия)[10].